# Liste des évêques de Cava
Le diocèse de Cava est un ancien diocèse italien en Campanie avec siège à Cava de' Tirreni. Il est fondé en 1394 autour de l'abbaye territoriale de la Sainte Trinité de Cava. De 1818 à 1972 le diocèse est uni avec le diocèse de Sarno dans le diocèse de Cava et Sarno. Le diocèse de Cava  est uni avec l'archidiocèse d'Amalfi en 1986 dans l'archidiocèse d' Amalfi-Cava de' Tirreni

## Évêques de Cava et  abbés de la  Santissima Trinità
- Francesco de Aiello † (7 août 1394 - 30 décembre 1407)
- Francesco Mormile † (30 décembre 1407 - 1419 )
- Sagace dei Conti (de Comitibus) † (13 novembre 1419 - 4 février 1426 )
- Angelotto Fosco † (22 mai 1426 - 12 septembre 1444) (jusqu'en 1431 administrateur apostolique)
  - Ludovico Scarampi † (13 septembre 1444 - 22 mars 1465 ) (administrateur apostolique)
  - Giovanni d'Aragona † (1465 - 17 octobre 1485) (administrateur apostolique)
  - Oliviero Carafa † (1485 - 15 avril 1497) (administrateur apostolique)

## Évêques de Cava de' Tirenni
- - Oliviero Carafa (15 avril  1497 - 20 janvier 1511) (administrateur apostolique)
  - Luigi d'Aragona † (1511 - 5 mai 1514) (administrateur apostolique)
- Pietro Sanfelice † (5 mai 1514 - mars 1520 )
- Gian Tommaso Sanfelice † (14 mars 1520 - 1550)
- Tommaso Caselli, O.P. † (3 octobre 1550 - 19 mars 1571 )
- Cesare Alemagna † (2 juin 1572 - 28 septembre 1606 )
- Cesare Lippi, O.F.M.Conv. † (11 décembre 1606 - 1622 )
- Matteo Granito † (26 octobre 1622 - 17 septembre 1635)
- Girolamo Lanfranchi † (12 janvier 1637 - 1660)
- Luigi De Gennaro † (5 avril 1660 - 1670)
- Gaetano D'Afflitto, C.R. † (20 juin 1670 - avril 1682)
- Giovambattista Giberti † (15 février 1683 - 17 décembre 1696)
- Giuseppe Pignatelli, C.R. † (17 décembre 1696 - mars 1703)
- Marino Carmignano † (17 décembre 1703 - décembre 1729 )
- Domenico Maria De Liguori, C.R. † (8 février 1730 - mai 1751)
- Niccolò Borgia † (5 juillet 1751 - 27 mars 1765 )
- Pietro Di Gennaro † (5 août 1765 - 17 mai 1778)
- Michele Tafuri † (1er juin 1778 - 1797 )
  - Sede vacante (1797-1816)
- Silvestro Granito † (1816 - 1818 )

## Évêques de Cava et Sarno
- Silvestro Granito † (6 avril 1818 - 18 décembre 1832 )
- Tommaso Bellacosa † (23 juin 1834 - 1843 )
- Salvatore Fertitta † (25 janvier 1844 - 1873 )
- Giuseppe Carrano † (15 juin  1874 - 3 décembre 1890)
- Giuseppe Izzo † (3 décembre 1890  - 1914 )
- Luigi Lavitrano † (25 mai 1914 - 16 juillet 1924)   
  - Sede vacante (1924-1928)
- Pasquale Dell'Isola † (20 septembre 1928 - 14 janvier 1938 )
- Francesco Marchesani † (30 janvier 1939 - 22 avril 1948 )
- Gennaro Fenizio † (21 juillet 1948 - 15 novembre 1952)
- Alfredo Vozzi † (25 septembre 1953 - 25 septembre 1972)

## Évêques de Cava de' Tirreni
- Alfredo Vozzi † (25 septembre 1972 - 30 janvier 1982)
- Ferdinando Palatucci † (30 janvier 1982 - 30 septembre 1986 )